# Kabinett Combes

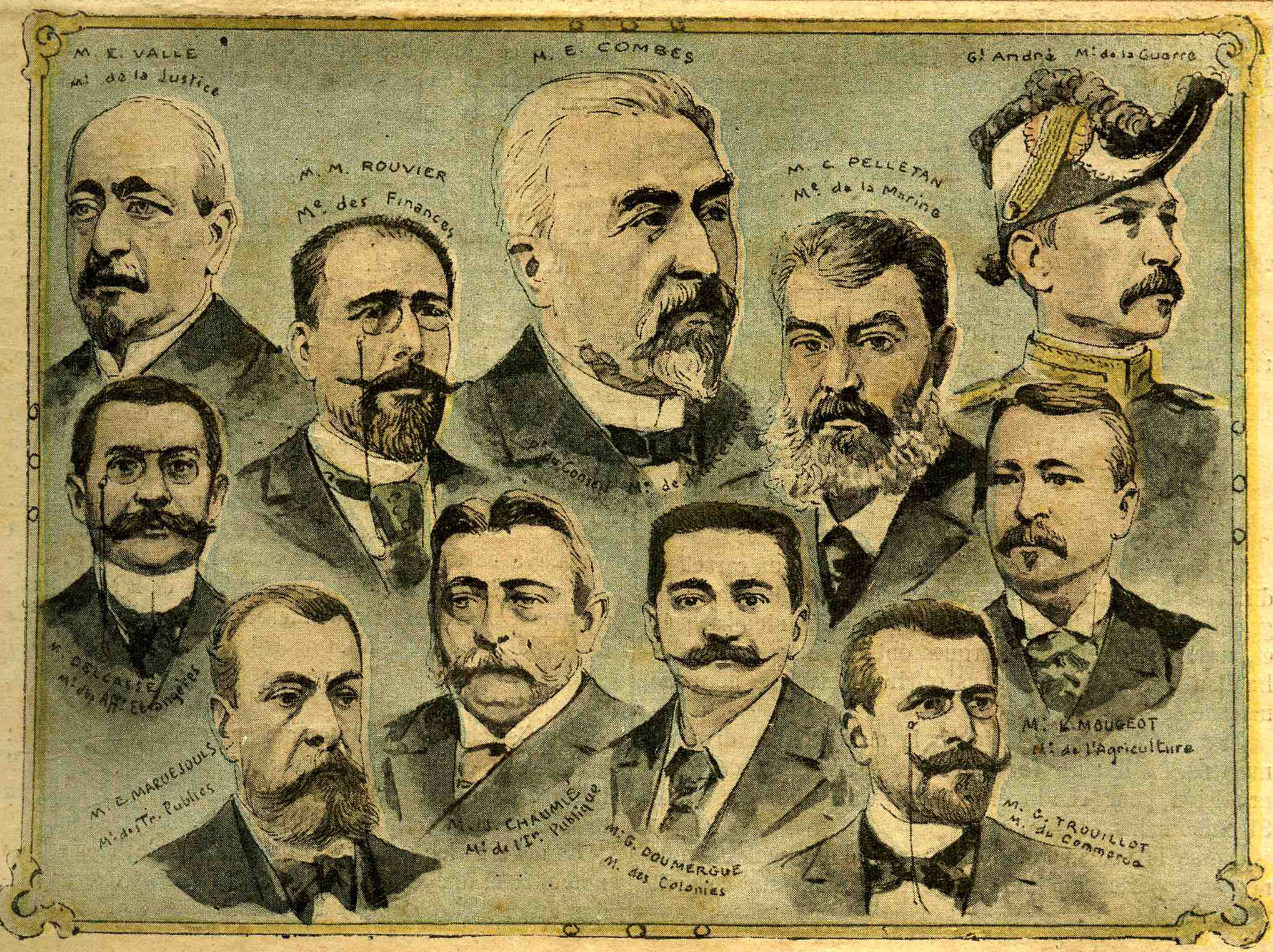
Kabinett Combes (1902)

Das Kabinett Combes war eine Regierung der Dritten Französischen Republik. Es wurde am 7. Juni 1902 von Premierminister (Président du Conseil) Émile Combes gebildet und löste das Kabinett Waldeck-Rousseau ab. Es blieb bis zum 18. Januar 1905 im Amt und wurde vom Kabinett Rouvier II abgelöst.
Dem Kabinett gehörten Minister des Bloc des gauches an: Radicaux indépendants (RI), Parti républicain, radical et radical-socialiste (PRRRS) und Alliance républicaine démocratique (ARD).

## Kabinett
Dem Kabinett gehörten folgende Minister an:
- Premierminister: Émile Combes (PRRRS)
- Minister des Inneren und Religion: Émile Combes
- Justizminister: Ernest Vallé (PRRRS)
- Außenminister: Théophile Delcassé (RI)
- Finanzen: Maurice Rouvier (ARD)
- Kriegsminister: Louis André
  - ab 15. November 1904: Maurice Berteaux (PRRRS)
- Minister für Marine: Camille Pelletan (PRRRS)
- Minister für öffentlichen Unterricht und Künste: Joseph Chaumié (ARD)
- Minister für öffentliche Arbeit: Émile Maruéjouls (PRRRS)
- Minister für Handel, Industrie, Post und Telegraphie: Georges Trouillot[1] (RI)
- Landwirtschaftsminister: Léon Mougeot (PRRRS)
- Minister für die Kolonien: Gaston Doumergue (PRRRS)

### Unterstaatssekretäre
Dem Kabinett gehörten folgende Sous-secrétaires d’État an:
- Post- und Telegraphie (ab 10. Juni 1902): Alexandre Bérard[2] (PRRRS)

## Historische Einordnung

### Innenpolitik

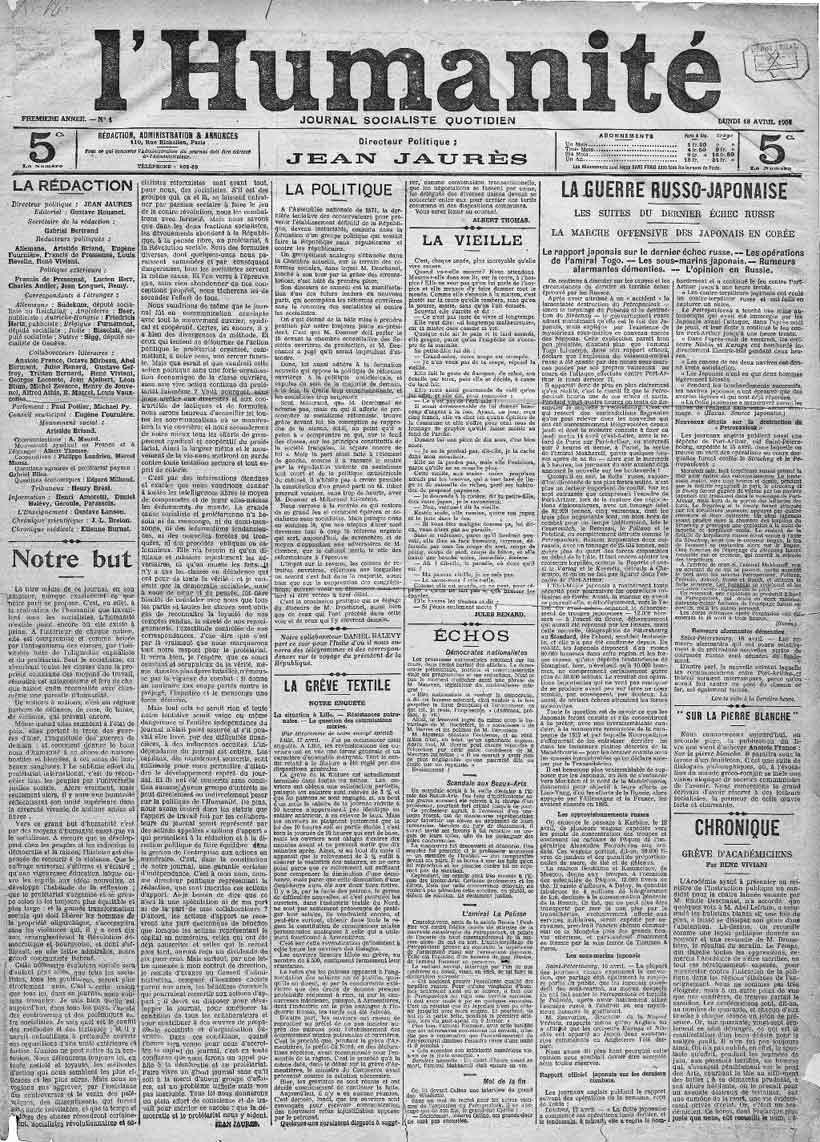
L'Humanité 18. April 1904

Aufbauend auf Waldeck-Rousseaus Vereinsgesetz von 1901 verfolgte das Kabinett Combes die Trennung von Kirche und Staat weiter. Ein Schreiben vom 10. Juli 1902 Émile Combes' an die Präfekten ordnete die Schließung der von Kongregationen betriebenen Schulen an. Trotz Gegenmaßnahmen – zum Teil verbarrikadierten sich Aktivisten und bei einer Demonstration in Paris protestierten tausende von Gegnern – wurden schnell 2500 Einrichtungen geschlossen.
Das Gesetz vom 7. Juli 1904 oder „Gesetz über die Abschaffung des kongregationalistischen Unterrichts“, auch „Combes-Gesetz“ genannt, verbot allen religiösen Kongregationen den Unterricht in Frankreich und organisierte die Liquidation ihrer Vermögenswerte. Artikel 1 des Gesetzes besagt:

« Das Unterrichten jeglicher Art und Ordnung ist den Kongregationen in Frankreich untersagt. Die Kongregationen, die als ausschließlich unterrichtende Kongregationen zugelassen sind, werden innerhalb von höchstens zehn Jahren aufgelöst. »

Am 30. Juli 1904 wurden die diplomatischen Beziehungen zum Vatikan abgebrochen.
Marineminister Pelletan unterstützte die Politik der Jeune École. Ende September 1902 fusionierten die Parti ouvrier français von Jules Guesde und die blanquistische Parti socialiste révolutionnaire zur Parti socialiste de France. Alexandre Millerand wurde am 5. Januar 1904 wegen seines Widerstands gegen die Abrüstung aus der sozialistischen Partei ausgeschlossen. Am 18. April 1904 erschien unter der Leitung von Jean Jaurès die erste Ausgabe der L’Humanité.

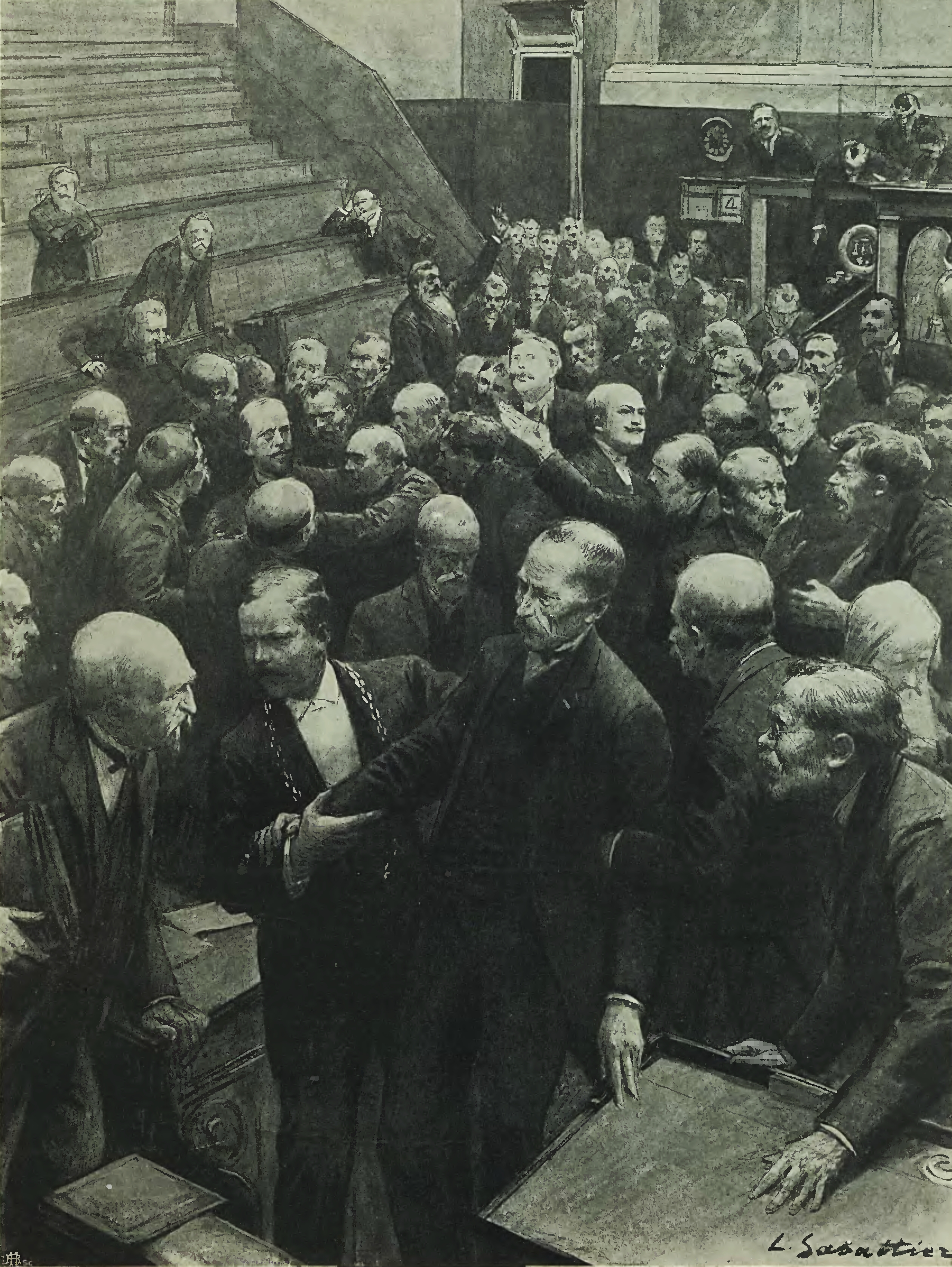
General André wird während des Kampfes, der durch eine Ohrfeige des nationalistischen Abgeordneten Gabriel Syveton ausgelöst wurde, aus der Abgeordnetenkammer evakuiert. (L’Illustration, 1904)

Im November 1904 musste Kriegsminister André wegen der Fichenaffäre zurücktreten. André hatte nach der Dreyfus-Affäre begonnen, Karteikarten über Offiziere anzulegen, um antirepublikanische Umtriebe zu erschweren. Obwohl die Informationen dazu aus teilweise dubiosen Quellen stammten (insbesondere die Loge Grand Orient de France war beteiligt), wurden sie zur Hauptquelle Andrés für Beförderungen und Stellenbesetzungen in der Armee. Diese Affäre führte zum Sturz der Regierung Combes.

### Außenpolitik
Am 10. Juli 1902 wurde das geheimen Prinetti-Barrère-Abkommen zwischen Italien und Frankreich unterzeichnet. Die beiden Länder verpflichteten sich, die Handlungsfreiheit jedes Landes in Kyrenaika-Tripolitanien und Marokko zu respektieren. Italien verpflichtete sich, im Falle einer direkten oder indirekten Aggression Deutschlands gegen Frankreich seine Neutralität zu wahren. Faktisch bedeutete dies das Ende des Dreibunds, obwohl dieser formell weiter bestand.
Ein Staatsbesuch des britischen Königs Eduard VII. Anfang Mai 2003 verbesserte die nach der Faschoda-Krise angespannten Beziehungen und schuf die Grundlage für die Entente cordiale.
Am 18. Oktober 1904 wurde die Kolonie Obersenegal und Niger errichtet. Am 21. November 1904 wurde in Französisch-Westafrika der Code de l’indigénat eingeführt.

### Sonstiges
Am 26. Oktober 1902 wurde in Marseille eine des Mordes verdächtige Person festgenommen und erstmalig durch das neuartige Fingerabdruck-Verfahren identifiziert. Am 1. Juli 1903 startete die erste Tour de France. Ende Mai wurde in Paris die FIFA gegründet.